# Dunajov
Dunajov (hongrois : Dunajó) est un village de Slovaquie situé dans la région de Žilina.

## Histoire
Première mention écrite du village en 1598.

## Démographie

### Évolution de la population
| Année:               | 1994. | 2004.   | 2014.    | 2024.   |
| -------------------- | ----- | ------- | -------- | ------- |
| Nombre de personnes: | 907   | 914     | 1187     | 1105    |
| Différence:          |       | +0,77 % | +29,86 % | -6,90 % |

| Année:               | 2023. | 2024.   |
| -------------------- | ----- | ------- |
| Nombre de personnes: | 1104  | 1105    |
| Différence:          |       | +0,09 % |